# روبرت هورن
روبرت هورن (بالإنجليزية: Robert Horn)‏ هو لاعب كرة الماء أمريكي، ولد في 1 نوفمبر 1931، وتوفي في 11 يناير 2019.

## وصلات خارجية
- روبرت هورن على موقع قاعة مشاهير السباحة الأمريكية (الإنجليزية)
- روبرت هورن على موقع اللجنة الأولمبية الدولية (الإنجليزية)
- روبرت هورن على موقع أوليمبيديا (الإنجليزية)